# Agrodiaetus iphidamon
Agrodiaetus iphidamon är en fjärilsart som beskrevs av Otto Staudinger 1899. Agrodiaetus iphidamon ingår i släktet Agrodiaetus och familjen juvelvingar. Inga underarter finns listade i Catalogue of Life.